# Лампионе
Лампионе (итал. Lampione) — небольшой итальянский вулканический остров в Средиземном море. Входит в состав Пелагских островов. Административно относится к провинции Агридженто области Сицилии. Остров необитаем, единственное здание — неработающий маяк. Географически он принадлежит африканскому континенту, Тунису.

## География
Остров 200 метров в длину и 180 в ширину, имеет поверхность приблизительно 0,036 км². Максимальная высота составляет 36 метров. Вместе с соседним островом Лампедуза, геологически относится к континентальному шельфу Африки.
Высказывается предположение, что остров образовался в период плиоцена, отколовшись от Лампедузы в результате землетрясения. Подтверждением этой теории является общее геологическое строение островов.